# Pavel Vodák
Pavel Vodák (* 7. Juni 1920 in Prag; † 16. März 2002 in Steinheim, Westfalen) war ein tschechischer Psychiater, Neurologe und Kinderarzt.

## Biografie
Vodák war der Sohn eines tschechischen Vaters und einer deutschen Mutter. Seine Jugendjahre verbrachte er in Budweis, wo der Vater als Offizier der tschechischen Garnison arbeitete. Am Budweiser Gymnasium legte Pavel Vodák 1939 sein Abitur ab.
Danach zog die Familie zurück nach Prag.
Im Oktober 1939 nahm er ein Medizinstudium an der Prager Karlsuniversität auf. Im Zuge der Universitätsschließung durch die Nationalsozialisten war er gezwungen, drei Jahre in einer Fabrik in der Prager Wasserstraße zu arbeiten, ehe er sein Studium in Prag und Heidelberg fortsetzen konnte. Er promovierte zum Dr. med.
Vodák wurde später Chefarzt am Prager Institut für Kinder- und Jugendpsychiatrie.
1968 engagierte er sich für die Reformen des Prager Frühlings. Nach dessen Niederschlagung sah er keine Zukunft mehr in der Tschechoslowakei und floh im Juni 1970 mit seiner Familie über Jugoslawien nach Deutschland.
Bis zu seinem Tod arbeitete er in Warburg, Westfalen: zunächst als Chefarzt des Heilpädagogischen Zentrums Laurentius in Warburg, später als niedergelassener Kinder- und Jugendpsychiater. Er dozierte an den Hochschulen Hannover und Dortmund.
In den letzten Jahren seines Lebens schrieb er seine Erinnerungen auf. Dieses autobiografische Manuskript umfasste rund 1000 Seiten.
Aus diesen Unterlagen entstand 2017 durch die Autorin Sandra Brökel ein Familienroman, der im Februar 2018 unter dem Titel Das hungrige Krokodil im Pendragon Verlag Bielefeld erschienen ist.

## Werke (Auswahl)
- Pavel Vodák, Antonín Šulc,Závady a poruchy chování v dětském věku (Defekte und Verhaltensstörungen in der Kindheit), Praha 1964, Státní pedagogické nakladatelství, SPN 40-0-00. 14-028-64 02/54
- Pavel Vodák a kolektiv, Problémy osvojení dětí (Probleme mit adoptierten Kindern), Praha 1967, Státní zdravotnické nakladatelství, 08-019-67 08/29
- Pavel Vodák, Adoptivní dítě a jeho rodiče (Adoptivkind und seine Eltern), O jistotách a pochybnostech rodičovského svazku (Über die Zusicherung und Zweifel der Elternbindung), Praha 1968, Státní zdravotnické nakladatelství, 735-21-C8/31 08-056-68
- (Coautor), Postižené dítě vrodině i společnosti (Betroffenes Kind von Geburt und Gesellschaft), Praha 1968, Státní pedagogické nakladatelství, SPN 80-2-03. 14-031-68 02/47